# Stamate
Stamate – wieś w Rumunii, w okręgu Suczawa, w gminie Fântânele. W 2011 roku liczyła 2121 mieszkańców.